# Realme C3
realme C3 — смартфон початкового рівня, розроблений realme. Був представлений 19 лютого 2020 року. Також 6 лютого 2020 року смартфон був представлений в Індії, але на відміну від глобальної версії він отримав подвійний, а не потрійний модуль камери та не має сканера відбитку пальця. 11 травня 2020 року був представлений realme Narzo 10A — індійська версія глобального realme C3 з трішки зміненим дизайном задньої панелі. Також 24 червня 2020 року був представлений realme C3i — індійська версія realme C3 для в'єтнамського ринку.

## Дизайн
Екран виконаний зі скла Corning Gorilla Glass 3. Корпус виконаний з пластику та має спеціальну фактуру. В realme Narzo 10A корпус виконаний зі звичайного пластику та має великий логотип realme, що нанесений на праву сторону задньої панелі.
Знизу знаходяться роз'єм microUSB, динамік, 2 мікрофони та 3.5 мм аудіороз'єм. З лівого боку смартфона розташовані кнопки регулювання гучності та слот під 2 SIM-картки і карту пам'яті формату microSD до 256 ГБ. З правого боку розміщена кнопка блокування смартфону. Також тільки глобальна версія realme C3 та realme Narzo 10A отримали сканер відбитку пальця, що знаходиться на задній панелі
В Україні realme C3 продавався в 2 кольорах: Frozen Blue (блакитний) та Blazing Red (червноий). Також індійська версія смартфону крім цих кольорів отримала ще й новий колір під назвою Volcano Grey (сірий).
realme Narzo 10A продавався в 2 кольорах: So White (білий) та So Blue (синій).

## Технічні характеристики

### Платформа
Смартфони отримали процесор MediaTek Helio G70 та графічний процесор Mali-G52 2EEMC2.

### Батарея
Батарея отримала об'єм 5000 мА·год.

### Камера
realme C3 отримав основну потрійну камеру 12 Мп, f/1.8 (ширококутний) з фазовим автофокусом + 2 Мп (макро) + 2 Мп, f/2.4 (сенсор глибини).
realme C3i отримав основну подвійну камеру 12 Мп, f/1.8 (ширококутний) з фазовим автофокусом + 2 Мп, f/2.4 (сенсор глибини).
Також смартфони отримали фронтальну камеру з роздільністю 5 Мп, світлосилою f/2.4 (ширококутний).
Основна та фронтальна камера вміють записувати відео у роздільній здатності 1080p@30fps.

### Екран
realme C3 отримав екран IPS LCD, 6.5", HD+ (1600 × 720) зі співвідношенням сторін 20:9, щільністю пікселів 270 ppi та каплеподібним вирізом під фронтальну камеру.
realme C3i отримав екран IPS LCD, 6.5", HD+ (1560 × 720) зі співвідношенням сторін 19.5:9, щільністю пікселів 264 ppi та каплеподібним вирізом під фронтальну камеру.

### Пам'ять
realme C3 продавався в комплектаціях 2/32, 3/32, 3/64 та 4/64 ГБ. В Україні були доступні версії на 2/32 та 3/64 ГБ.
realme C3 в Індії продавався в комплектаціях 2/32, 3/32, 3/64 ГБ та 4/64 ГБ.
realme Narzo 10A продавався в комплектації 3/32 ГБ.
realme C3i продавався в комплектації 2/32 ГБ.

### Програмне забезпечення
Смартфони були випущені на realme UI 1 на базі Android 10. Були оновлені до realme UI 2 на базі Android 11.